# Bolivias nutidshistoria
Bolivias nutidshistoria handlar om Bolivias historiska utveckling efter 1982. För historien före 1982, se Bolivias historia.

## Víctor Paz Estenssoro
Efter att Hernán Siles Zuazo tillträtt presidentposten 1982 gjorde sociala spänningar, som förvärrades av ekonomiskt vanstyre och svagt ledarskap, att han tvingades utlysa nyval ett år innan utgången av sin presidentperiod.
I valen 1985 fick det nationalistiska demokratiska aktionspartiet (ADN) under ledning av general Hugo Banzer, majoritet med 33 procent av rösterna. Den tidigare presidenten Víctor Paz Estenssoros MNR fick 30 procent och den tidigare vicepresidenten Jaime Paz Zamoras revolutionära vänsterrörelse (MIR) fick 10 procent av rösterna. I kongressvalet allierade sig dock MIR med MNR och Paz Estenssoro valdes för fjärde gången till president. När han tillträdde 1985 stod han inför en enorm ekonomisk kris. Produktionen och exporten hade minskat under flera år och hyperinflationen hade nått en årlig nivå på 24 000 procent. Sociala oroligheter, ständiga strejker och narkotikasmuggling var omfattande.
På fyra år uppnådde Paz Estenssoros administration ekonomisk och social stabilitet. Militären höll sig utanför politiken och alla stora politiska partier arbetade för demokrati, både officiellt och internt inom partierna. Brott mot de mänskliga rättigheterna som besudlade några tidigare regeringar under 1980-talet, minskade kraftigt. Paz Estenssoros stora förbättringar kunde dock inte nås utan uppoffringar. Kollapsen i tennpriserna i oktober 1985, som kom när regeringen var på väg att återfå kontrollen över det vanstyrda statliga gruvbolaget, tvingade regeringen att avskeda 20 000 gruvarbetare. Den framgångsrika chockbehandlingen som återställde Bolivias finansiella system ledde även till vissa oroligheter och en tillfällig social oordning.

## Jaime Paz Zamora
MNR:s kandidat Gonzálo Sánchez de Lozada vann 1989 års val med 23 procent av rösterna, men ännu en gång fick ingen kandidat majoriteten av folkets röster så kongressen fick utse presidenten. Den patriotiska överenskommelsen (AP) mellan Banzers ADN och Jaime Paz Zamoras MIR (22,7 respektive 19,6 procent) gav Paz Zamora presidentposten.
Paz Zamora var en moderat mitten-vänsterpresident vars politiska pragmatism vägde tyngre än hans marxistiska bakgrund. Han fortsatte de ekonomiska reformerna som hade påbörjats av Paz Estenssoro. Paz Zamora intog en relativt hård inställning mot inhemsk terrorism och beordrade 1990 en attack mot terrorister inom Nestor Paz Zamora-kommittén och 1992 slog han ner Tupac Kataris gerillaarmé (EGTK).

## Gonzálo Sánchez de Lozada

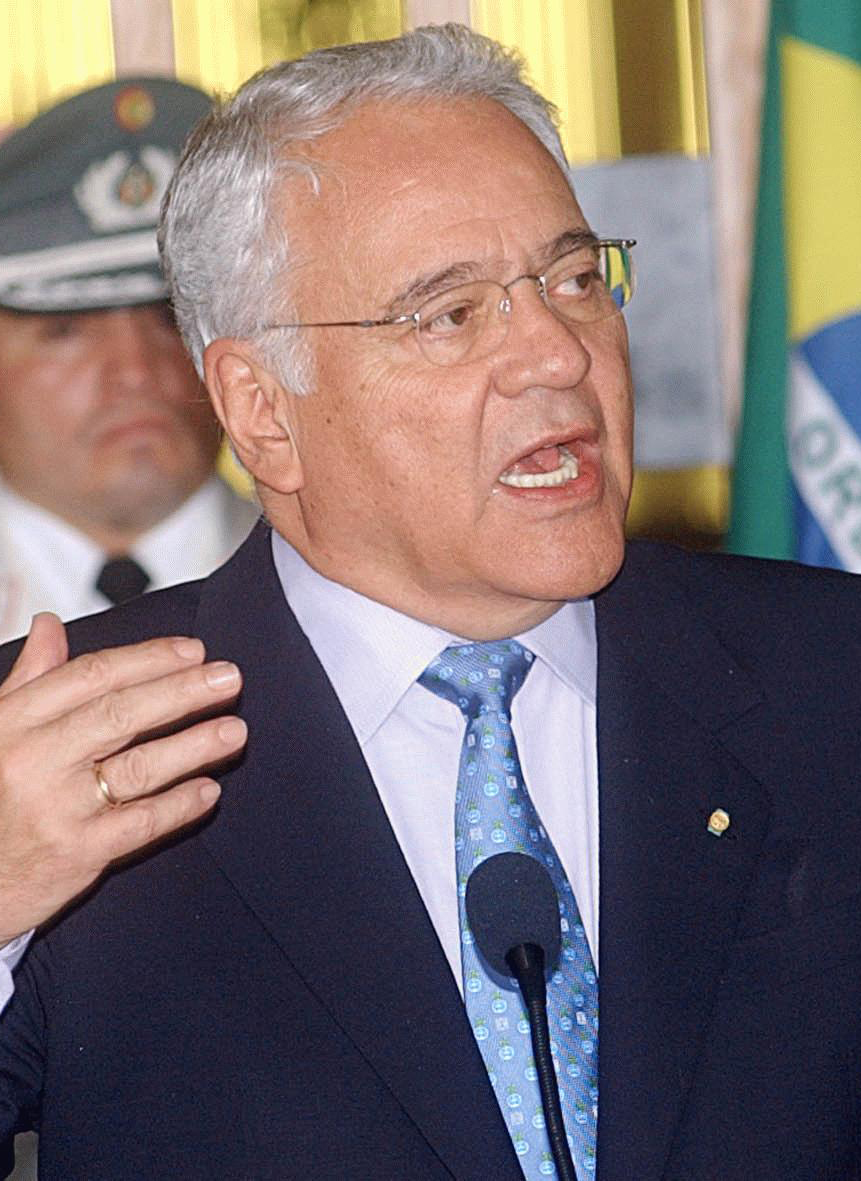
Gonzálo Sánchez de Lozada

Valet 1993 fortsatte traditionellt med öppna och fredliga demokratiska överlämningar av makten. MNR besegrade den styrande koalitionen och Gonzálo Sánchez de Lozada utsågs till president av en koalition inom kongressen.
Sanchez de Lozada genomförde en aggressiv ekonomisk och socialt reformistisk politik och litade mycket till stöd från andra entreprenörer som liksom han själv hade blivit politiker. Det mest dramatiska programmet, "kapitaliseringen" som var en form av privatisering där investerare erhöll 50 procents ägande och ledningskontroll inom statliga oljebolag, telekommunikationssystem, flygbolag, järnvägar samt elektricitet, för att bland annat finansiera pensionssystemet istället för med skatter, mötte starka protester från vissa samhällsklasser med upprepade och ibland våldsamma oroligheter mellan 1994 och 1996.

## Hugo Banzer
I valen 1997 besegrade ADN-ledaren Hugo Banzer MNR:s kandidat. Banzers regering fortsatte med sin föregångares politiken med fria marknader och privatisering. Den relativt stadiga ekonomiska tillväxten fortsatte tills regionala, globala och inhemska faktorer orsakade en nedgång i ekonomin. Jobbskapandet fortsatte att vara begränsat under presidentperioden och korruptionen inom den offentliga sektorn var hög. Båda dessa faktorer bidrog till ökade sociala protester under den andra halvan av Banzers presidentperiod.
Banzer beordrade speciella polisstyrkor att fysiskt utrota den illegala kokan i Chapareregionen, en politik som skapade en plötslig och dramatisk fyraårig nedgång i Bolivias illegala kokaodling till att Bolivia blev en liten producent av koka för framställning av kokain. 2001 avgick Banzer efter att han fått diagnosen cancer och han avled mindre än ett år senare. Banzers amerikanskutbildade vicepresident, Jorge Quiroga, satt den resterande delen av presidentperioden.

### Vattenkriget i Bolivia 2000

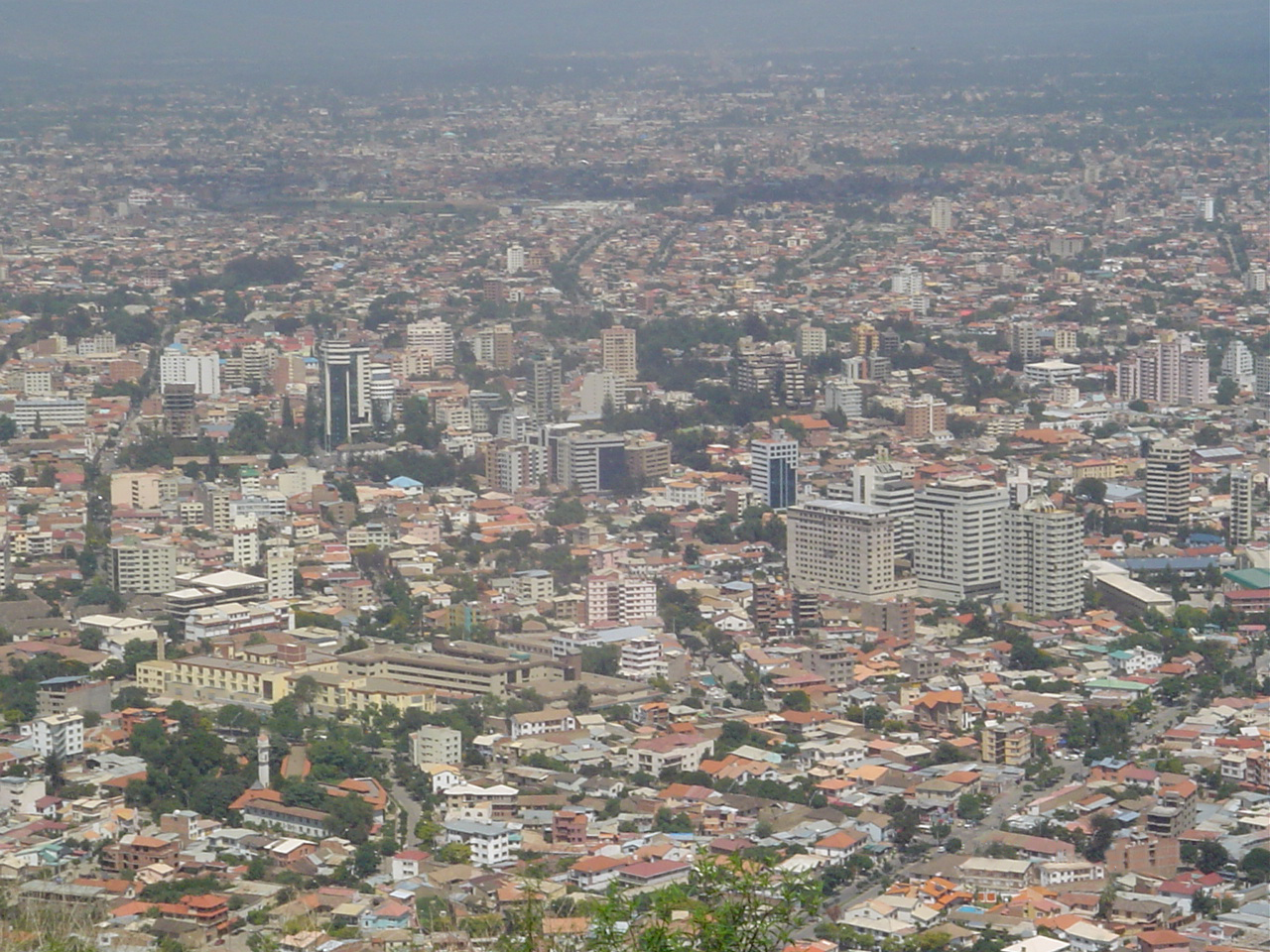
Cochabamba

Huvudartikel: Vattenkriget i Bolivia 2000
I april 2000 skrev Bechtel under att avtal med Hugo Banzer om privatisering av vattenproduktionen i Bolivias tredje största stad, Cochabamba. Avtalet tillskrevs ett dotterbolag till Bechtel, Aguas del Tunari, som hade bildats för uppdraget. Kort därefter tredubblade företaget vattenpriserna, ett beslut som ledde till våldsamma protester och upplopp i Cochabamba 2000 bland de människor som inte längre hade råd med rent vatten. Krigslagar infördes och minst fem människor dödades, över 40 skadades och omkring 20 fackföreningsledare arresterades. Bolivias ekonomiska kollaps och växande landsomfattande oroligheter gjorde att den bolivianska regeringen tvingades att annullera vattenavtalet. I november 2001 lämnade Bechtel tillsammans med företagets huvudinvesterare, spanska Abengoa, in en stämningsansökan till det internationella centrumet för investeringstvister inom Världsbanken. De stämde den bolivianska regeringen på 50 miljoner USA-dollar (25 miljoner i skadestånd och 25 miljoner i uteblivna vinster). Rättegången drog till sig intresset och påtryckningar från många antinyliberala globaliserings- och antikapitalistiska grupper. 19 januari 2006 undertecknades en överenskommelse i Bolivia. Bechtel och spanska Abengoa gick med på att dra tillbaka stämningsansökan mot en symbolisk betalning på 2 bolivianos (omkring 2 kronor).

## Sanchez de Lozadas andra presidentperiod
I valen 2002 vann åter igen den tidigare presidenten Sanchez de Lozada (MNR) med 22,5 procent av rösterna. Denna gång kom socialistpartiet MAS under ledning av kokaodlarnas syndikatledare Evo Morales tvåa med 20,9 procent. MNR:s plattform innehöll tre övergripande punkter: Ekonomisk återgång (och jobbskapande), antikorruption och social medverkan.
En fyraårig recession, svag finansiell situation och långdragna spänningar mellan militär och polis ledde 12-13 februari 2003 till ett våld som resulterade i 30 döda och som nästan fick Sanchez de Lozadas regering på fall. Regeringen stannade kvar vid makten men var impopulär.
Problem uppstod återigen i september 2003 när en grupp turister tillfångatogs i staden Sorata. Efter dagar av resultatlösa förhandlingar inledde bolivianska säkerhetsstyrkor en räddningsaktion men på väg ut hamnade de i ett bakhåll av bönder och flera människor på båda sidor dödades. Händelsen enade en koalition på höglandet som försökte pressa regeringen att stoppa det föreslagna projektet att, sannolikt genom Chile, exportera naturgas. Antichilenska känslor och minnen från tre stora perioder av oersatta varuexporter (silver, guano och gummi under 1800-talet och tenn under 1900-talet) skapade protester bland befolkningen. Spänningarna ökade när La Paz blockerades av protestanter. Våldsamma konfrontationer följde och de flesta av de 60 dödsfallen inträffade då säkerhetsstyrkor försökte föra in förnödenheter till den belägrade staden.
Till slut tvingade stora demonstrationer Sanchez de Lozada att avgå 17 oktober 2003.

## Carlos Mesa Gisbert
Vicepresidenten Carlos Mesa Gisbert intog presidentposten och återställde ordningen. Mesa tillsatte en opolitisk ministär och lovade att revidera konstitutionen genom en konstituerande församling, revidera naturgaslagen och hålla en bindande folkomröstning om landets naturgastillgångar. Folkomröstningen hölls 18 juli 2004 och bolivianerna röstade med överväldigande majoritet för utveckling av landets naturgastillgångar. Folkomröstningen stoppade dock inte de sociala oroligheterna. Storskaliga protester ledde till att kongressen godkände en konfiskatorisk naturgaslag 17 maj 2005. Efter ett kort uppehåll återupptogs demonstrationerna, framför allt i La Paz och El Alto. President Mesa avgick 6 juni och Eduardo Rodríguez, ordföranden i högsta domstolen, intog presidentposten för ett konstitutionellt överlämnande av makten. Rodríguez tillkännagav att han var interimspresident och utlyste nyval inom 6 månader.

## Evo Morales
18  december 2005 valdes MAS-kandidaten Evo Morales Ayma till president efter att ha fått 51 procent av rösterna. Under sin valkampanj lovade han att förstatliga naturgasen samt lindra fattigdomen och diskrimineringen av den indianska befolkningen. Morales var och är kritisk mot den nyliberala politiken som har införts i Bolivia under de senaste decennierna. 22 januari 2006 övertog han presidentposten med Alvaro García Linera som vicepresident.
Efter att han tillträdde har Morales arbetat för att fullfölja sina vallöften med bland annat en politik för att avkriminalisera kokaodling, där taket för kokaodling har höjts från 12 000 hektar till 20 000. 1 maj 2006 utfärdade regeringen en förordning om förstatligande av naturgassektorn och kallade till omförhandling av kontrakten med naturgasbolagen. I november 2006 skrev regeringen och bolagen under nya kontrakt som skulle resultera i högre vinster för staten. Politiken har vunnit stöd hos Morales anhängare men har komplicerat relationerna med några av grannländerna, utländska investerare och aktörer på den internationella marknaden.
Trots att Morales klargjorde att initiativet till förstatligandet inte skulle innebära en expropriation så skickade han bolivianska trupper som intog 56 gasinstallationer samtidigt. Trupper sändes även till de två Petrobrasägda raffinaderierna i Bolivia som står för 90 procent av Bolivias raffineringskapacitet. Ett slutdatum efter 180 dagar fastställdes då samtliga utländska energiföretag skulle ha skrivit under nya kontrakt som innebar att Bolivia fick huvudägandet och upp till 82 procent av vinsterna (82 procent gällde för de största naturgasfälten). När 180 dagar hade gått hade alla sådana företag undertecknat de nya kontrakten. Rapporter från den bolivianska regeringen och de inblandade företagen är motsägelsefulla vad gäller planer för framtida investeringar. Bolivias största kolvätekund är Brasilien som importerar två tredjedelar av Bolivias naturgas via pipelines som ägs av halvstatliga Petrobras (PBR). Eftersom gas endast kan exporteras från Bolivias inland via PBR:s stora gasledningar, har leverantörer och kunder ett nära samarbete. Vilka effekter förstatligandet får är osäkert eftersom PBR har planer på att själv producera naturgas från 2011, för att ersätta den naturgas som nu kommer från Bolivia.
För att fullfölja ett av sina vallöften, inrättade Morales 6 augusti 2006 en församling som påbörjade arbetet med att skriva om konstitutionen för att ge mer makt till den indianska majoriteten. Det uppstod genast problem då det inte gick att få den majoritet på två tredjedelar som krävdes för att införa de kontroversiella förslagen i konstitutionen. Morales parti bestämde då ensidigt att endast en enkel majoritet (50 procent + 1 röst) istället för det konstitutionellt fastställda två tredjedelar krävdes. Våldsamma protester uppstod i hela landet, men framför allt i landets östra tredjedel där en stor del av kolväteresurserna finns. Många regioner hotade med att lämna landet om de inte inkluderades i den konstitutionella processen.

## Luis Arce
Socialisten Evo Morales styrde Bolivia i 14 år, längre än någon tidigare president, men tvingades avgå 2019 efter ett ifrågasatt val som utlöste våldsamma protester. En högerorienterad övergångsregering styrde landet fram till ett nytt val ett år senare, i vilket Morales partikamrat Luis Arce vann en övertygande seger. I april 2021 Andra omgången i fyra guvernörsval innebär ett bakslag för regeringspartiet MAS som förlorar i samtliga: La Paz, Chuquisaca, Pando och Tarija. Därmed kontrollerar MAS bara tre av de nio departementen. De fem övriga guvernörsvalen avgjordes redan i första omgången.